# 古川智映子
古川 智映子（ふるかわ ちえこ、1932年4月1日 - 2024年7月29日）は、日本の作家。埼玉県所沢市在住。本名、古川 ぬい（こがわ ぬい）。

## 人物・来歴
青森県弘前市に生まれる。青森県立弘前中央高等学校、東京女子大学短期大学部英語科、東京女子大学文学部日本文学科を卒業。国立国語研究所で『国語年鑑』の編集に従事、その後東京都内の私立高校教諭を経て、執筆活動に入る。日本文藝家協会会員。ヴィクトル・ユゴー文化賞受賞（フランスのヴィクトル・ユゴー文学記念館主催）。潮出版文化賞受賞。
著書の『小説 土佐堀川 女性実業家・広岡浅子の生涯』は、NHK連続テレビ小説『あさが来た』（2015年度後期）の原案となる。本書は著者の処女作。研究者の夫と離婚し、落ち込んでいるときに、高群逸枝の『大日本女性人名辞書』で広岡浅子のことを知り、取材を始めてから5年後に書きあげた。

## 著書
- 『阿仏房とその妻』古川ぬい名義 第三文明社 1974
- 『小説 土佐堀川 女性実業家・広岡浅子の生涯』潮出版社、1989（文庫版もあり）
  - （潮出版社、2015年2月）ISBN 9784267019937
- 『赤き心を おんな勤王志士・松尾多勢子』潮出版社 1990
- 『風花の城 弘前城満天姫』潮出版社 1992、文庫化『家康の養女　満天姫の戦い』潮出版社 2022
- 『一輪咲いても花は花 葛西善蔵とおせい』津軽書房 2003
- 『飛鳥2より愛を込めて』鳥影社 2007
- 『氷雪の碑』津軽書房 2007
- 『性転換』角川学芸出版 2008
- 『炎の河 利根川治水物語』ミューズ・コーポレーション 2009
- 『きっと幸せの朝がくる 幸福とは負けないこと』講談社 2016 のち潮文庫
- 『負けない人生』潮出版社　2022

## 監修
- 『「九転十起」広岡浅子の生涯 "あさ"が100倍楽しくなる』監修 潮出版社 2015